# Мерлин, Яков Данилович
Яков Дани́лович Ме́рлин (1753—1819) — российский военачальник, генерал-майор Русской императорской армии.

## Биография
Сын генерал-поручика Даниила Афанасьевича Мерлина (ум. 1783) и Марфы Осиповны Засецкой (1713 - 1778).
Офицер Тобольского мушкетёрского полка.
Премьер-майор с 1775 года.
Полковник с 1788 года.
Богатый Пензенский помещик и землевладелец. В 1785 г. в собственности Якова Даниловича числилось 1185 ревизских душ, в том числе в сёлах Глебовке и Пачелме Верхнеломовской округи 323 души мужского пола и в селе Лачинове Керенской округи 307 душ мужского пола. Позже в его собственности насчитывалось свыше 1800 ревизских душ в сёлах Лачинове Керенского уезда, Голицыне Нижнеломовского уезда, Глебовке и Пачелме Верхнеломовской округи Пензенской губернии. Владел селом Засецким (Покровским) Сердобского уезда.
В 1790 году основал в своём имении в Голицыно (Пензенское наместничество) суконную фабрику, где в 1814 году трудились 336 крепостных при двух вольных мастерах. В 1832 году фабрика входила в тройку крупнейших поставщиков армейского сукна для Военного и Морского министерств.
Сослуживец А.В.Суворова, в 1792 г. он значился полковником Тобольского пехотного полка и был одним из распорядителей и поставщиков извести при строительстве и укреплении крепостей на границе с Финляндией.
Бригадир с 1793 года.
Шеф Муромского мушкетёрского полка с 03.12.1796 по 28.09.1797.
Генерал-майор с 1797 года.
На службе по январь 1798 года.
Умер в г. Москве. Был похоронен на кладбище Донского монастыря в Москве.

## Семья
Брак - Анастасия Васильевна Лачинова (ум. 15.08.1848), дочь бригадира Василия Петровича Лачинова (1722-1776) и Марии Ивановны Дашковой (род. 1731).

Дети : 
- Александра (01.08.1782 — 28.03.1863), замужем (1809) за Ф.П. Лубяновским.
- Вера (28.04.1790 — 02.02.1856), замужем в 1-м браке: за полковником П.А.Есиповым (ум.1812), во 2-м браке: за генерал-майором Х.Ф. Сольдаен.